# District de Vohemar
Le district de Vohémar (en malgache : Vohimarina) est un district malgache situé dans la région de Sava, dans le nord du pays, dans la province de Diego-Suarez.
Il est constitué de dix-neuf communes urbaines et rurales sur une superficie de 8 204 km2 :
| Ambalasatrana       | 5 000             |  |
| Ambinanin'andravory | 9 000             |  |
| Amboriala           | 7 000             |  |
| Ampanefena          | 19 000            |  |
| Ampisikina          | 4 000             |  |
| Ampondra            | 12 000            |  |
| Andrafainkona       | 5 000             |  |
| Andravory           | 5 000             |  |
| Antsahavaribe       | 9 000             |  |
| Antsirabé-Nord      | 25 000            |  |
| Belambo             | 6 000             |  |
| Bobakindro          | 8 000             |  |
| Daraina             | 10 000            |  |
| Fanambana           | 12 000            |  |
| Maromokotra         | 4 000             |  |
| Milanoa             | 17 000            |  |
| Nosibe              | 9 000             |  |
| Tsarabaria          | 20 000            |  |
| Vohémar Chef-lieu   | 15 000            |  |
| 19 communes         | 169 687 habitants |  |